# Rungsiodes stenopterella
|  | Dieser Artikel wurde aufgrund von formalen oder inhaltlichen Mängeln in der Qualitätssicherung Biologie im Abschnitt „Insekten“ zur Verbesserung eingetragen. Dies geschieht, um die Qualität der Biologie-Artikel auf ein akzeptables Niveau zu bringen. Bitte hilf mit, diesen Artikel zu verbessern! Artikel, die nicht signifikant verbessert werden, können gegebenenfalls gelöscht werden. Lies dazu auch die näheren Informationen in den Mindestanforderungen an Biologie-Artikel. |

Rungsiodes stenopterella ist die einzige Art der Gattung Rungsiodes, die der Familie der Echten Motten (Tineidae) angehört. Die Zugehörigkeit zu einer Unterfamilie ist unbekannt. Die Art ist nur einmal in Marokko gefunden worden. Die Gattung ist benannt zu Ehren ihres Entdeckers Charles E.E. Rungs, ehemaliger Direktor des Laboratoire d’Entomologie in Rabat, Marokko.

## Merkmale
Die Fühler dieser Motten reichen bis zu den Spitzen der Vorderflügel. Am ersten Fühlerglied gibt es einige abstehende Borsten, die anderen sind bis über die Mitte glatt. Die Endglieder sind deutlich gegeneinander abgesetzt.

## Funde
Die Art wird angegeben aus Totholz, das von Käfergängen durchfressen war. Es sind nur Männchen dokumentiert, das Weibchen ist unbekannt. Seit der Erstbeschreibung sind keine weiteren Funde dieser Art dokumentiert oder veröffentlicht worden.

## Einzelnachweis
1. ↑  
Robinson G.S (†) (2018). Tineidae NHM: Global Taxonomic Database of Tineidae (Lepidoptera) (version 9.0, Nov 2011). In: Roskov Y., Orrell T., Nicolson D., Bailly N., Kirk P.M., Bourgoin T., DeWalt R.E., Decock W., De Wever A., Nieukerken E. van, Zarucchi J., Penev L., eds. (2018). Species 2000 & ITIS Catalogue of Life, 31st July 2018. Digital resource at www.catalogueoflife.org/col. Species 2000: Naturalis, Leiden, the Netherlands. ISSN 2405-8858